# Y así
Chansons représentant l'Autriche au Concours Eurovision de la chanson
Du bist
(2004) Get a Life - Get Alive
(2007)
Y así est la chanson représentant l'Autriche au Concours Eurovision de la chanson 2005. Elle est interprétée par Global Kryner.
La chanson participe d'abord à la demi-finale. Elle est la première chanson de la soirée, précédant Little by Little interprétée par Laura & The Lovers pour la Lituanie.
La chanson s'inspire des traditions folkloriques des Alpes autrichiennes, avec du yodel et une grande section de cuivres. Elle raconte l'histoire d'une fille qui vient de Cuba et tombe amoureuse d'un garçon autrichien, ce qui donne l'occasion de changer de rythme. Le refrain en espagnol exhorte tout le monde à danser comme la fille le ferait.
Le chanteur principal porte une tenue folklorique autrichienne, tandis que le reste du groupe est habillé de façon plus décontractée dans des sweat-shirts assortis.
À la fin des votes, elle obtient 30 points et prend la vingt-et-unième place sur vingt-et-cinq participants. Elle n'est donc pas qualifiée pour la finale.

## Source de la traduction
- (en) Cet article est partiellement ou en totalité issu de l’article de Wikipédia en anglais intitulé « Y así » (voir la liste des auteurs).